# U-73 (1940)
| U-73                                                              | U-73 | U-73 |
| ----------------------------------------------------------------- | --- | --- |
|                                                                   | | |
|                                                                   | | |
| Зображення підводних човнів типу VIIB, до класу яких належав U-73 | | |
| Під прапором                                                      | Третій Рейх | Третій Рейх |
| Порт приписки                                                     | 7-ма флотилія ПЧ 29-та флотилія ПЧ | 7-ма флотилія ПЧ 29-та флотилія ПЧ |
| Спуск на воду                                                     | 28 квітня 1941 | 28 квітня 1941 |
| Сучасний статус                                                   | 16 грудня 1943 року потоплений в Середземному море поблизу Орана глибинними бомбами і артилерійським вогнем американських есмінців «Вулсі» та «Тріппе» | 16 грудня 1943 року потоплений в Середземному море поблизу Орана глибинними бомбами і артилерійським вогнем американських есмінців «Вулсі» та «Тріппе» |
| Проєкт                                                            | | |
| Тип ПЧ                                                            | великий океанський ПЧ | великий океанський ПЧ |
| Розробник проєкту                                                 | Bremer Vulkan, Бремен | Bremer Vulkan, Бремен |
| Основні характеристики                                            | | |
| Швидкість (надводна)                                              | 17,9 вузла (33,2 км/год) | 17,9 вузла (33,2 км/год) |
| Швидкість (підводна)                                              | 8 вузлів (15 км/год) | 8 вузлів (15 км/год) |
| Робоча глибина занурення                                          | 230 м | 230 м |
| Гранична глибина занурення                                        | 250—295 м | 250—295 м |
| Автономність плавання                                             | 10 000 миль (16 100 км) на швидкості 10 вузлів (надводна) 90 миль (170 км) на швидкості 4 вузли (підводна)                                             | 10 000 миль (16 100 км) на швидкості 10 вузлів (надводна) 90 миль (170 км) на швидкості 4 вузли (підводна)                                             |
| Екіпаж                                                            | 44—48 офіцерів та матросів | 44—48 офіцерів та матросів |
| Розміри                                                           | | |
| Довжина найбільша (по КВЛ)                                        | 66,5 м | 66,5 м |
| Ширина корпусу найб.                                              | 6,2 м | 6,2 м |
| Висота                                                            | 4,74 м | 4,74 м |
| Водотоннажність надводна                                          | 753 т | 753 т |
| Озброєння                                                         | | |
| Артилерія                                                         | 88-мм палубна гармата SK C/35 1 × 20-мм зенітна гармата FlaK 30/38/Flakvierling                                                                        | 88-мм палубна гармата SK C/35 1 × 20-мм зенітна гармата FlaK 30/38/Flakvierling                                                                        |
| Торпедно- мінне озброєння                                         | 4 носових, 1 кормовий 533-мм торпедних апарати; 14 торпед або 26 морських мін                                                                          | 4 носових, 1 кормовий 533-мм торпедних апарати; 14 торпед або 26 морських мін                                                                          |

U-73 (нім. U 73) — німецький великий океанський підводний човен класу типу VIIB військово-морських сил Третього Рейху.

## Історія служби
Підводний човен U-73 був замовлений 2 червня 1938 року. Закладка корабля проведена 5 листопада 1939 на верфі № 1 компанії Bremer Vulkan, у Бремені під будівельним номером 1, спущений на воду 27 липня 1940 року. Човен увійшов до строю Крігсмаріне 30 вересня 1940 року.

## Командири
- Капітан-лейтенант Гельмут Розенбаум (30 вересня 1940 — 10 вересня 1942)
- Оберлейтенант-цур-зее Горст Декерт (1 жовтня 1942 — 16 грудня 1943)

## Затоплені та пошкоджені кораблі та судна[1]
| №  | Ім'я             | Тип                         | Належність      | Дата              | Тоннаж (БРТ) | Вантаж                                                                                       | Статус      | Конвой               | Місце                                                       |
| 1  | Waynegate        | військове транспортне судно | Велика Британія | 24 лютого 1941    | 4 260        | 6 200 тонн вугілля                                                                           | затоплене   | OB 288               | 58°50′ пн. ш. 21°47′ зх. д. / 58.833° пн. ш. 21.783° зх. д. |
| 2  | Alderpool        | військове транспортне судно | Велика Британія | 3 квітня 1941     | 4 313        | 7 200 тонн пшениці                                                                           | затоплене   | SC 26                | 58°21′ пн. ш. 27°59′ зх. д. / 58.350° пн. ш. 27.983° зх. д. |
| 3  | Westpool         | військове транспортне судно | Велика Британія | 3 квітня 1941     | 5 724        | 7 144 тонн металу                                                                            | затоплене   | SC 26                | 58°12′ пн. ш. 27°40′ зх. д. / 58.200° пн. ш. 27.667° зх. д. |
| 4  | Indier           | військове транспортне судно | Бельгія         | 3 квітня 1941     | 5 409        | 6 300 тонн сталі та різного вантажу                                                          | затоплене   | SC 26                | 58°13′ пн. ш. 27°36′ зх. д. / 58.217° пн. ш. 27.600° зх. д. |
| 5  | British Viscount | танкер                      | Велика Британія | 3 квітня 1941     | 6 895        | 9 500 тонн ПММ                                                                               | затоплений  | SC 26                | 58°15′ пн. ш. 27°30′ зх. д. / 58.250° пн. ш. 27.500° зх. д. |
| 6  | Empire Endurance | військове транспортне судно | Велика Британія | 20 квітня 1941    | 8 570        | Вантажі загального та військового призначення, 2 моторні човни                               | затоплене   | —                    | 53°05′ пн. ш. 23°14′ зх. д. / 53.083° пн. ш. 23.233° зх. д. |
| 7  | HMS ML-1003      | патрульний катер            | Велика Британія | 20 квітня 1941    | 46           | —                                                                                            | затоплений  | —                    | 53°05′ пн. ш. 23°14′ зх. д. / 53.083° пн. ш. 23.233° зх. д. |
| 8  | HMS ML-1037      | патрульний катер            | Велика Британія | 20 квітня 1941    | 46           | —                                                                                            | затоплений  | —                    | 53°05′ пн. ш. 23°14′ зх. д. / 53.083° пн. ш. 23.233° зх. д. |
| 9  | «Ігл»            | авіаносець                  | Велика Британія | 11 серпня 1942    | 22 600       | —                                                                                            | затоплений  | Операція «П'єдестал» | 38°05′ пн. ш. 03°02′ сх. д. / 38.083° пн. ш. 3.033° сх. д.  |
| 10 | Lalande          | військове транспортне судно | Велика Британія | 14 листопада 1942 | 7 453        | —                                                                                            | пошкоджене  | Операція «Смолоскип» | 36°08′ пн. ш. 03°46′ зх. д. / 36.133° пн. ш. 3.767° зх. д.  |
| 11 | Arthur Middleton | військове транспортне судно | США             | 1 січня 1943      | 7 176        | 6 412 тонн загальних та військових вантажів, у тому числі боєприпаси та ВР; десантне судно   | затоплене   | UGS 3                | 35°45′ пн. ш. 00°45′ зх. д. / 35.750° пн. ш. 0.750° зх. д.  |
| 12 | USS LCT-21       | танко-десантне судно        | США             | 1 січня 1943      | 255          | —                                                                                            | затоплене   | UGS 3                | 35°45′ пн. ш. 00°45′ зх. д. / 35.750° пн. ш. 0.750° зх. д.  |
| 13 | Brinkburn        | військове транспортне судно | Велика Британія | 21 червня 1943    | 1 598        | 2 500 тонн вантажів загального та військового призначення, у тому числі 800 тонн боєприпасів | затоплене   | TE 22                | 36°53′ пн. ш. 02°22′ сх. д. / 36.883° пн. ш. 2.367° сх. д.  |
| 14 | Abbeydale        | танкер                      | Велика Британія | 27 червня 1943    | 8 299        | баласт                                                                                       | пошкоджений | XTG 2                | 36°53′ пн. ш. 01°55′ сх. д. / 36.883° пн. ш. 1.917° сх. д.  |
| 14 | John S. Copley   | військове транспортне судно | США             | 16 грудня 1943    | 7 176        | баласт; 5 малих десантних суден типу LCM                                                     | пошкоджене  | GUS 24               | 35°56′ пн. ш. 00°54′ зх. д. / 35.933° пн. ш. 0.900° зх. д.  |

## Виноски
1. ↑  Ships hit by U-73. Архів оригіналу за 5 вересня 2008. Процитовано 30 грудня 2013.